# Daxberg (Mömbris)
Daxberg (im lokalen Dialekt: Doxbaisch)  ist ein Gemeindeteil des Marktes Mömbris im unterfränkischen Landkreis Aschaffenburg in Bayern.

## Geographie
Das Dorf Daxberg liegt im Vorspessart oberhalb des Kahlgrundes auf einer Höhe (gemessen an der Kirche) von 313 m ü. NHN und hat eine Gemarkungsfläche von 271,69 Hektar (ca. 19 Hektar Wald und 253 Hektar Ackerfläche). Der topographisch höchste Punkt der Dorfgemarkung befindet sich am Gipfel des Glasberges, nördlich des Ortes mit 334 m ü. NHN (Lage), der niedrigste liegt am Reichenbach auf 189 m ü. NHN (Lage).

### Nachbargemarkungen
Folgende Gemarkungen grenzen an das Ortsgebiet von Daxberg:
| Mömbris      |                                             | Schimborn    |
| Reichenbach  | Kompassrose, die auf Nachbargemeinden zeigt |              |
| Johannesberg | Breunsberg                                  | Wenighösbach |

## Verkehr
Der Ort wird von der Buslinie 24 der VAB wochentags stündlich und samstags etwa alle 2 Stunden angefahren.
Die Ortsdurchfahrt des Dorfes wird seit November 2020 ausgebaut und soll voraussichtlich 2026 fertiggestellt sein. Der Ausbau der Schönbornstraße beginnt 2025. Der Glasfaserausbau, der Ende 2019 angekündigt wurde, wird sich bis 2026 verzögern.

## Geschichte

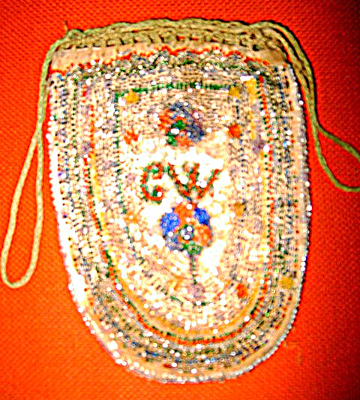
Handtasche mit Initialen, Perlenhäkelarbeit um 1920 aus Daxberg

Erste Besiedlungen sind um 2000–800 v. Chr. durch Hügelgräberfunde in der Daxberger Gemarkung belegt. Urkundlich erstmals erwähnt wurde der Ort um 1265 im Nekrolog des Stifts St. Peter und Alexander zu Aschaffenburg als „Dasbach“ (wahrscheinlich in Richtung Schimborn am Daxberger Bach, heute Weibersbach, gelegen), später dann 1554 als „Daxbergk“, 1594 als „Taxberg“ und schließlich 1625 als „Daxberg“.
Im Jahr 1633 gab es im Ort sechs Mannschaften (Familien) und fünf Herdstätten. Nach dem Dreißigjährigen Krieg um 1650 lebte nur noch ein Henrich Thieterich. Um 1674 gab es wieder vier Häuser mit ihren Besitzern.
Ältester nachgewiesener Straßenname ist die nach dem um 1674 im Daxberger Meßbuch genannten Hofbeständer (Hofverwalter) „Wolf Fickert“ benannte Fickertskluft. Diese wurde im Laufe der Jahre umgewandelt in Vikarskluft und zuletzt 1972 durch den Markt Mömbris in Vikarstraße.
Um 1700 lebten die Einwohner vom Verkauf ihrer landwirtschaftlichen Produkte (Butter, Eier, Käse und Obst), die sie zu Fuß auf den Wochenmarkt in Aschaffenburg trugen und feilboten. Später kamen das Perlenhäkeln und die Zigarrenherstellung in Heimarbeit und in Fabriken bis ins Jahr 1970 dazu.
Das Daxberger Terrain, das seit 982 zum Erzstift und späteren Kurfürstentum Mainz gehörte, wurde nach dem Reichsdeputationshauptschluss 1803 ein Teil des neu gebildeten Fürstentums Aschaffenburg unter Fürstprimas von Dalberg. 1814 fiel es als vorheriges Departement des Großherzogtums Frankfurt an Bayern.
Die Gemeinde Daxberg gehörte zum Bezirksamt Alzenau, das am 1. Juli 1862 gebildet wurde. Dieses wurde am 1. Januar 1939 der Landkreis Alzenau in Unterfranken.
Als Auswirkung des Zweiten Weltkriegs wurde am 12. Mai 1944 der Absturz einer Boeing B-17 „Flying Fortress“ in Ortsnähe genannt. Am Ostermontag, dem 2. April 1945 besetzte die amerikanische Armee den Ort.
Die ehemals selbständige Gemeinde wurde am 1. Januar 1972 im Zuge der Gebietsreform in Bayern in den Markt Mömbris im neu gebildeten Landkreis Aschaffenburg eingegliedert.
Die Einheimischen wurden in der Umgebung oft „Doxbejscher Plagge“ genannt, wobei der Ausdruck Plagge womöglich von Plage abzuleiten ist.

### Einwohnerentwicklung
Es kann von einer stetig wachsenden Einwohnerentwicklung gesprochen werden. Im Jahr 1946 wurden Flüchtlinge und Ausgebombte bis zu ihrem Wegzug um 1950 aufgenommen.
| Jahr | Einwohner   |
| ---- | ----------- |
| 1625 | 6 Familien  |
| 1650 | 1 Person    |
| 1674 | 4 Familien  |
| 1712 | 12 Familien |
| 1808 | 128         |
| 1814 | 142         |
| 1830 | 159         |
| 1834 | 178         |
| 1871 | 192         |
| 1880 | 220         |

| Jahr | Einwohner |
| ---- | --------- |
| 1900 | 228       |
| 1910 | 278       |
| 1919 | 318       |
| 1925 | 303       |
| 1939 | 339       |
| 1946 | 411       |
| 1950 | 365       |
| 1961 | 368       |
| 1970 | 525       |
| 1971 | 542       |

| Jahr | Einwohner |
| ---- | --------- |
| 1981 | 587       |
| 1986 | 637       |
| 1991 | 687       |
| 2001 | 708       |
| 2005 | 726       |
| 2012 | 745       |
| 2017 | 742       |
| 2019 | 731       |
| 2024 | 750       |

## Bau- und Bodendenkmäler

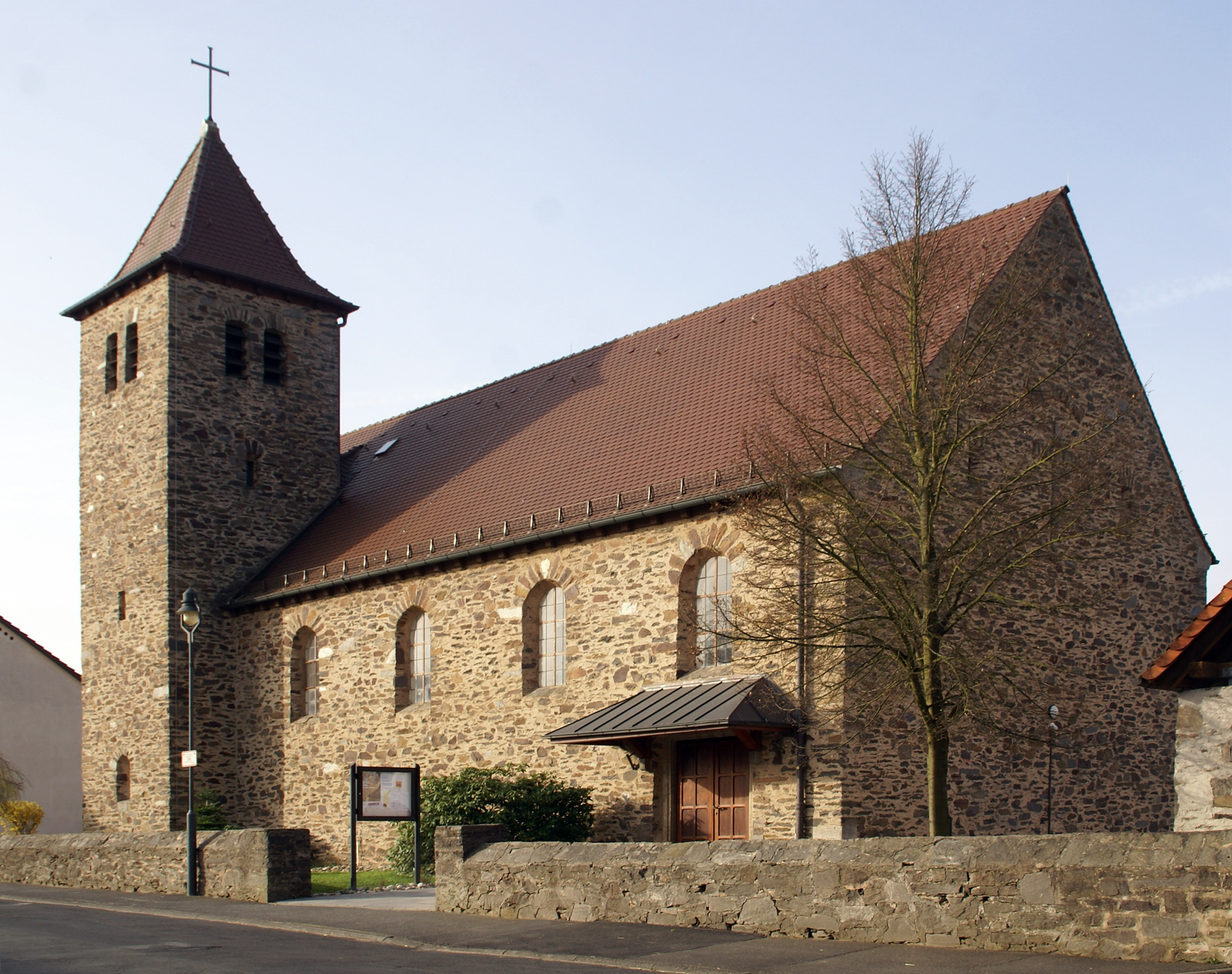
Heiligkreuz-Kirche

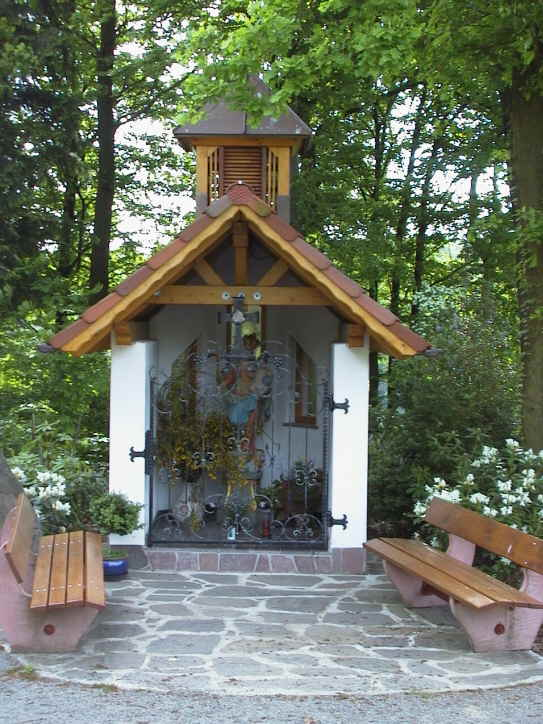
Kapelle Maria am Wäldchen in Daxberg

- Die im Jahr 1939 durch Bischof Matthias Ehrenfried geweihte Heiligkreuz-Kirche ist die letzte Kirche der Diözese Würzburg, die unter den damaligen Machthabern des Dritten Reiches errichtet werden durfte. Sie ist ausgestattet mit einem holzgeschnitzten Kreuzweg, einer wertvollen Weihnachtskrippe und einem Altarkreuz, geschaffen von Holzbildhauer Heinrich Wohlfahrt aus Groß-Steinheim, sowie den Statuen des Heiligen Christophorus und der Gottesmutter, die im Gröden in Südtirol hergestellt wurden. Die beiden Wandfresken über den ehemaligen Seitenaltären, geschaffen von Willi Wolf aus Würzburg, wurden 1975 übermalt.
- Neben der Kirche steht die Dorfkapelle aus dem Jahr 1858. Errichtet wurde sie durch Georg Wombacher, der durch diese Stiftung den Daxberger Bürgern einen würdigen Gebetsraum zum Abhalten der Nachmittags- und Abendandachten verhelfen wollte. Nachdem die Kapelle zwischenzeitlich als Feuerwehrhaus zweckentfremdet worden war, sind keine Einrichtungsgegenstände aus der Entstehungszeit mehr vorhanden. Die Dorfkapelle wurde renoviert und konnte 1988 durch eine Wiedereinweihung in ihre ursprüngliche Bestimmung zurückgeführt werden. Im Innern befindet sich ein Gefallenen-Ehrenmal mit Pieta von Bildhauer Hans Huschka.
- Eine Kapelle neueren Datums ist die Kapelle Maria am Wäldchen, gestiftet von der Familie Hans Fath und geweiht am 22. August 1999 durch Weihbischof Helmut Bauer.
- Weithin sichtbar ist das Lucas-Kreuz auf der Daxberger Höhe an der Weggabelung Daxberg/Schimborn/Breunsberg. Es wurde aus Miltenberger Sandstein von Steinmetz Hermann Reichert aus Aschaffenburg geschaffen und 1970 von seinem Stifter, Kommorant Pfarrer Karl Lucas, eingeweiht.
- Ein im Jahr 1979 durch Bäckermeister Johann Bauer errichteter Holzbildstock steht vor dem Eingang zum Daxberger Friedhof. Dieser Bildstock wurde im Jahr 2009 erneuert.
- Im Friedhof selbst steht ein Sandsteinkreuz von 1921; auf ihm sind die Namen der Gefallenen des Ersten Weltkrieges eingraviert.
- Die Funde und Grabungsergebnisse mehrerer Grabhügel aus der Hallstattzeit sind im Heimatmuseum in Gunzenbach sowie in den Prähistorischen Staatssammlungen in München und in Berlin ausgestellt.

## Weiler

### Alter Daxberger Hof
- Dieser Hof, in der Fickertskluft gelegen, gilt als eigentlicher Ursprungsort von Daxberg. Das freiadlige Domänengut gehörte einst den Herren von Gonsrod, den Herren von Lauter und den Herren von Vorburg.

### Daxberger Hof oder Glashof
- Der neue Daxberger Hof, auch Glashof genannt, gehörte zu den Besitzungen des Grafen von Schönborn. Er wurde als Forsthof um 1600 oberhalb des Ortes Daxberg auf einer Höhe von 334 m ü. NN errichtet und statistisch als eigener Ort geführt. Im Jahre 1830 lebten elf Einwohner in einem Wohnhaus. Um 1970 ging dieser Hof durch Verkauf der Gebäude und Grundstücke in Privatbesitz über.

## Politik

### Bürgermeister der Gemeinde Daxberg
- Es gab schon seit etwa 1700 Bürgermeister, Maires oder Schultheiße in Daxberg, deren Namen jedoch nicht oder nur teilweise überliefert sind.
- Im „Staats Calender“ für das Großherzogtum Frankfurt wird im Jahr 1812 ein Conrad Schmitt als Maire von Daxberg genannt. Als Adjunct fungierte ein Georg Geis.
- Der erste namentlich genannte Schultheiß war ein gewisser Alois Kremer, der von 1881 bis 1882 der Gemeinde vorstand. Sein Wohnhaus trägt heute noch als Hausnamen, die Bezeichnung „Altschultesse“.
- Ihm folgte von 1882 bis 1911 der Daxberger Landwirtssohn Johann Denk. Während seiner Amtszeit wurde 1894 ein Schulgebäude errichtet.
- Von 1912 bis 1924 regierte der Landwirt Alois Geis. Als 1924 erneut die Bürgermeisterwahl anstand, wurde Geis dabei ertappt, wie er sich durch Manipulationen an der Wahlurne Wahlbetrug zuschulden kommen ließ. Die manipulierte Wahlurne soll sich heute in einem Museum in München befinden. Während der Amtszeit von Geis erhielt Daxberg im Jahre 1923 einen eigenen Friedhof sowie ein Kriegerdenkmal für die Gefallenen des Ersten Weltkriegs.
- Von 1925 bis 1945, 24 Jahre lang, war der Landwirt Franz Josef Denk (SPD), der Bruder von Johann Denk Bürgermeister. Als zweiter Bürgermeister fungierte der Gastwirt und Bauunternehmer Jacob Kraus (NSDAP).
- Von 1945 bis 1948 leitete der von der amerikanischen Militärbehörde eingesetzte Kolonialwarenhändler Adam Muck die Geschicke der Gemeinde. Ihm zur Seite stand Andreas Alig als Zweiter Bürgermeister.
- Der Schreinermeister Andreas Alig (SPD) war von 1948 bis 1967 erster frei gewählter Bürgermeister nach dem Zweiten Weltkrieg. Er verwaltete zusätzlich die Poststelle in Daxberg und war Vorstand des Sängerkreises Daxberg, des VdK Ortsverbandes Daxberg/Breunsberg und aktiver Fußballspieler beim Sportverein Rot-Weiß Daxberg. Beim Bau des Abwasserkanals legte er selbst mit Hand an. Während seiner Amtszeit entstand ein neues Baugebiet, sämtliche Straßen erhielten neue Beläge, Wasserleitung und Kanal wurden verlegt. Die Verbindungsstraßen von Daxberg nach Breunsberg und von Daxberg zur Heimbacher Mühle wurden gebaut. Ein Sportplatz mit Vereinsheim wurde errichtet. Als Zweiter Bürgermeister stand ihm Alois Noe zur Seite.
- Der Bäckermeister und spätere Posthauptschaffner Benno Bauer (CSU) war von 1968 bis zum 31. Dezember 1971 der letzte Bürgermeister der Gemeinde Daxberg. Während seiner Amtszeit wurde der Friedhof erweitert, ein Leichenhaus gebaut und wurden vier Hektar Ackerland in Bauland umgelegt. 1969 wurde ein Ehrenmal für die Opfer des Zweiten Weltkrieges errichtet. Bauer wurde nur 52 Jahre alt und war bis zu seinem plötzlichen Tod am 21. Januar 1981 als Organist in der Heiligkreuz-Kirche in Daxberg tätig. Als Zweiter Bürgermeister fungierte von 1966 bis 1971 Erich Glaser (SPD), der 1969 den Daxberger SPD-Ortsverein gründete.
- Am 1. Januar 1972 verlor Daxberg die Selbständigkeit durch Eingliederung in den Markt Mömbris.

## Bildung
- Kindergarten Farbenklecks

Alte Schule mit Dorfbrunnen in Daxberg, in der heute der Kindergarten untergebracht ist.

Der Kindergarten „Farbenklecks“ wurde im Dezember 1987 im ehemaligen Schulhaus eröffnet. Als Träger fungiert der St.-Johannes-Verein. Die Erziehung der Kinder erfolgt nach der Maria-Montessori-Pädagogik. Seit September 2022 gibt es zudem eine Krippengruppe für Kinder ab 12 Monaten und seit 2024 befindet sich die Kita-Erweiterung in bau.

## Gemeindeeigene Gebäude und Einrichtungen
Einrichtungen der Gemeinde sind die Glasberghalle in der Jahnstraße, der Bauhof in der Vikarstraße, der Platz um die Alte Schule (heute der Kindergarten der Gemeinde) mit Dorfbrunnen und Dorfkapelle zwischen Glasbergstraße und Vikarstraße, sowie der in der Glasbergstraße gelegene Friedhof mit Aussegnungshalle, der Kinderspielplatz in der Jahnstraße und der Grill- und Bolzplatz am Hafergraben in der Lilienstraße.

## Vereine
- Freiwillige Feuerwehr Daxberg 1876 e. V.

Die Freiwillige Feuerwehr Daxberg wurde 1876 gegründet. 1989 feierte man etwas verspätet das 110-jährige Gründungsfest mit der Weihe eines neuen Löschgruppenfahrzeugs LF 8, das einen ehemaligen Mannschaftswagen der Bereitschaftspolizei als Feuerwehrfahrzeug ersetzte. Im Jahr 1995 wurde die Fahnenweihe gefeiert. Die Freiwillige Feuerwehr hat 85 Mitglieder, sie besteht aus der aktiven Feuerwehr, die dem Kommandanten unterstellt ist, und dem Feuerwehrverein, der die Aufgabe hat, für den finanziellen Grundstock zu sorgen. Die Freiwillige Feuerwehr Daxberg unterhält seit dem Jahre 1990 eine Partnerschaft mit der Freiwilligen Feuerwehr Daxberg im Landkreis Unterallgäu, die zur Gemeinde Erkheim gehört. Im Mai 2013 wurde das LF 8 durch ein bundeseigenes Katastrophenschutzfahrzeugs LF-KatS ersetzt.
- Gesangverein Sängerkreis Daxberg 1919 e. V.

Im Jahr 1919 wurde der Sängerkreis Daxberg als gemischter Chor gegründet. Bereits 1922 zur Fahnenweihe war aus dem gemischten Chor ein reiner Männerchor entstanden. Im Kriegsjahr 1939 wurden die meisten aktiven Sänger zum Militärdienst einberufen, so dass der Männerchor wieder auseinanderfiel. Der Chorgesang wurde durch die Initiative der damaligen Lehrerin Poppek von den Frauen als Kirchenchor weitergeführt. Nach dem Zweiten Weltkrieg entstand wieder ein gemischter Chor, der mit 25 aktiven sowie 70 passiven Mitgliedern weiterhin den Chorgesang fördert. Der Sängerkreis hatte seine größten Erfolge um 1987 mit Chor- und Orchesterkonzerten unter seinem damaligen Dirigenten Franz-Peter Huber, dem jetzigen Domkapellmeister am Fuldaer Dom. Der Chor umrahmt mit seinem Gesang örtliche Veranstaltungen, Gottesdienste, Feste, Jubiläen und nimmt an Kreischorkonzerten, Freundschaftssingen und Chorwochenenden teil. Der Verein ist Mitglied im Maintal-Sängerbund.
- SV. Rot-Weiß Daxberg 1946 e. V.

Der Sportverein Rot-Weiß wurde am 23. Januar 1946 als Sportabteilung des Gesangvereins Sängerkreis Daxberg von 22 Männern gegründet. 1947 wurde die Abteilung von der Militärregierung und dem Landratsamt Alzenau als selbständiger Verein zugelassen. Die Mitgliederzahl von 170 Erwachsenen und 50 Jugendlichen verteilt sich auf die Abteilungen Fußball, Tischtennis, Bauchtanz, Showdance, Lauftreff und Damen-Gymnastik.
- ASV Fischwaid Daxberg 1977 e. V.

Im April 1977 wurde im Gasthaus Kraus der Angelsportverein aus der Taufe gehoben. Der Verein pachtete bei Stockstadt am Main einen See und nutzte auch den Main, wo die 50 Mitglieder ihrem Hobby nachgehen konnten. Im Jahr 2001 wurde der vereinseigene auf Daxberger Gemarkung liegende Milchgrundweiher eingeweiht. Es ist der höchstgelegene See des Landkreises Aschaffenburg, er wurde mit einem finanziellen Aufwand von 150.000 DM angelegt.
- St.-Johannes-Verein Daxberg e. V.

Dieser Verein hat 130 Mitglieder und als Vereinsziel die Förderung der Alten- und Krankenpflege, zudem ist er der Trägerverein des Kindergartens Farbklecks. Der St.-Johannes-Verein ist Mitglied des Caritasverbandes Würzburg. Alle Vereinsmitglieder sind gleichzeitig Mitglied bei der Caritas-Sozialstation St. Hildegard Mömbris/Schöllkrippen.
- Seniorenclub Daxberg

Der Seniorenclub wurde 1986 gegründet. Vor 1986 besuchten die Daxberger Senioren die Seniorengottesdienste und -nachmittage in Schimborn. Der Club, dem ca. 50 Senioren angehören, veranstaltet regelmäßig Seniorennachmittage; jährlich findet ein Busausflug statt.
- Disharmoniker Daxberg

Das Vokalensemble Disharmoniker besteht aus 8 Sängern, die besonders das Liedgut der Comedian Harmonists zum Besten geben. Der Verein, der hauptsächlich Konzerte veranstaltet, ist Mitglied im Maintal-Sängerbund.
- Pfarrgemeinde Daxberg

Die katholische Pfarrgemeinde gehört seit März 2007 zur Pfarreiengemeinschaft mittlerer Kahlgrund, diese umschließt die ehemals vier selbständigen Pfarreien Mömbris, Gunzenbach, Niedersteinbach und Schimborn. Die Pfarrgemeinde Daxberg wird seit jeher als Filiale der Pfarrei Schimborn geführt. Als Seelsorger fungiert der Pfarrer von Mömbris, der von zwei ständigen Diakonen, einem Kaplan und einem Pastoralreferenten unterstützt wird.
- Reitsportverein Gut Glashof e. V.

Der Reitsportverein wurde am 17. Juli 2008 gegründet und ins Handelsregister eingetragen.